# Свети Атанасий (Шишево)
Вижте пояснителната страница за други значения на Свети Атанасий.
„Свети Атанасий“ или „Свети Атанас“ (на македонска литературна норма: „Свети Атанасиј, Свети Атанас“) е къносредновековна православна църква, датираща от 1565 година, разположена край скопското село Шишево, в северната част на Северна Македония. В храма има ценни стенописи от XVI век.

## Архитектура
Църквата е гробищен храм, разположен на хълм непосредствено южно от село Шишево, над река Треска. Църквата е изградена в 1565 година на мястото на по-стар античен култов обект, архитектурни фрагменти от който са вградени в стените на храма. В архитектурно отношение църквата към най-разпространения архитектурен тип на Балканите в XV – XVII век – малък, еднокорабен храм с правоъгълна основа и полукръгла апсида на изток. Покрита е с полуцилиндричен свод. Иззидана е от грубо издялани камъни, между които са вмъкнати тухли, споени с варов хоросан.

## Стенописи
Външната фасада на храма е била изписана, като остатъци от хоросановата подложка има на западната и северната стена. Стенописите в интериора са забележителен пример за продължаване на виантийската естетическа традиция и показват добрите богословскои познания на художниците. Датират от 1565 година, което е видно от надписа между двата цикъла на Големите празници и Христовите страдания. Доминира червеният нюанс, като сцените се преливат. На свода в три централно поставени медальона са изписани Христос Всъдържител, Христос по-стар от дните и Приготвеният престол. Над олтарното пространство е изписан Христос от Възнесението, а в западните части на свота е Христос Емануил. От двете страни на свода има допоясни изображения на светци и старозаветни пророци, които държат в ръцете си отворени свитъци. Ной е изписан с кораба си, а Самуил с рога на миропомазването. Четиримата евангелисти са изобразени в момент на писане на евангелията, като местата им са специфични – Матей и Лука са в най-високата част на източната стена, а Йоан и Марко са над Големите празници на северната и южната стена.
В малката апсида е Богородица Ширшая небес и Поклонение на архиерейте пред агнеца. Големите празници са в третата зона, в подножието на свода. Под тях са Христовите страдания, които не са в рамки, а са свободно изписани и слети. В западните части са слети Христос пред Ана и Каява и Христос пред Пилат. Впечатляваща е сцената Присмиване на Христос, в която е включен Свети Петър според апокрифните писания. Рядка сцена, по-типична за римокатолическата живопис, е Бичуване на Христос.
Според Маргарита Куюмджиева стенописите са дело на майстор от школата на Йоан Теодоров.
- Стенописи от храма
- Бичуване на Христос
- Свети Меркурий
- Кръстният път
- Преображение Господне